# Wkręceni – Nie ufaj mi
Wkręceni – Nie ufaj mi – singel Igora Herbuta, wydany 20 grudnia 2013, promujący film komediowy Wkręceni w reżyserii Piotra Wereśniaka.
Utwór napisali i skomponowali: Igor Herbut (tekst i muzyka), Ania Dąbrowska (muzyka), Olek Świerkot (muzyka), Kuba Galiński (muzyka) i Małgorzata Dacko (tekst).
Piosenka stała się przebojem. Była notowana na 2. miejscu listy AirPlay, najczęściej granych utworów w polskich rozgłośniach radiowych oraz na wielu radiowych listach przebojów m.in. na 1. miejscu na listach w radiach RMF, Eska czy Radiu Szczecin.
W czasie trwania koncertu Lata Zet i Dwójki w Koszalinie 3 sierpnia 2014, widzowie w głosowaniu sms-owym przyznali nagrodę za najlepszy występ dla zespołu LemON oraz Karoliny Nawrockiej, którzy wspólnie wykonali ten utwór.

## Lista utworów
- Digital download[9]

1. „Wkręceni – Nie ufaj mi” – 2:56

## Notowania

### Pozycje na listach airplay
| Kraj   | Notowanie (2014)  | Najwyższa pozycja |
| ------ | ----------------- | ----------------- |
| Polska | AirPlay – Top     | 2                 |
| Polska | AirPlay – Nowości | 1                 |

### Pozycje na radiowych listach przebojów
| Kraj   | Notowanie (2014)                          | Najwyższa pozycja |
| ------ | ----------------------------------------- | ----------------- |
| Polska | Radio Bielsko (Codzienna Lista Przebojów) | 1                 |
| Polska | Radio Eska (Gorąca 20)                    | 1                 |
| Polska | Radio Szczecin (SLiP)                     | 1                 |
| Polska | RMF FM (POPLista)                         | 1                 |

## Nagrody i nominacje
| Rok  | Konkurs                              | Kategoria                   | Rezultat    |
| ---- | ------------------------------------ | --------------------------- | ----------- |
| 2014 | TOPtrendy 2014                       | Największe przeboje roku    | Nominacja   |
| 2014 | Gorąca 100                           | 100 największych hitów 2014 | 44. miejsce |
| 2014 | Muzyczne podsumowanie roku Radia Zet | Przebój roku                | 2. miejsce  |
| 2014 | Przebój roku RMF FM 2014             | Przebój roku                | 10. miejsce |